# マスカラ

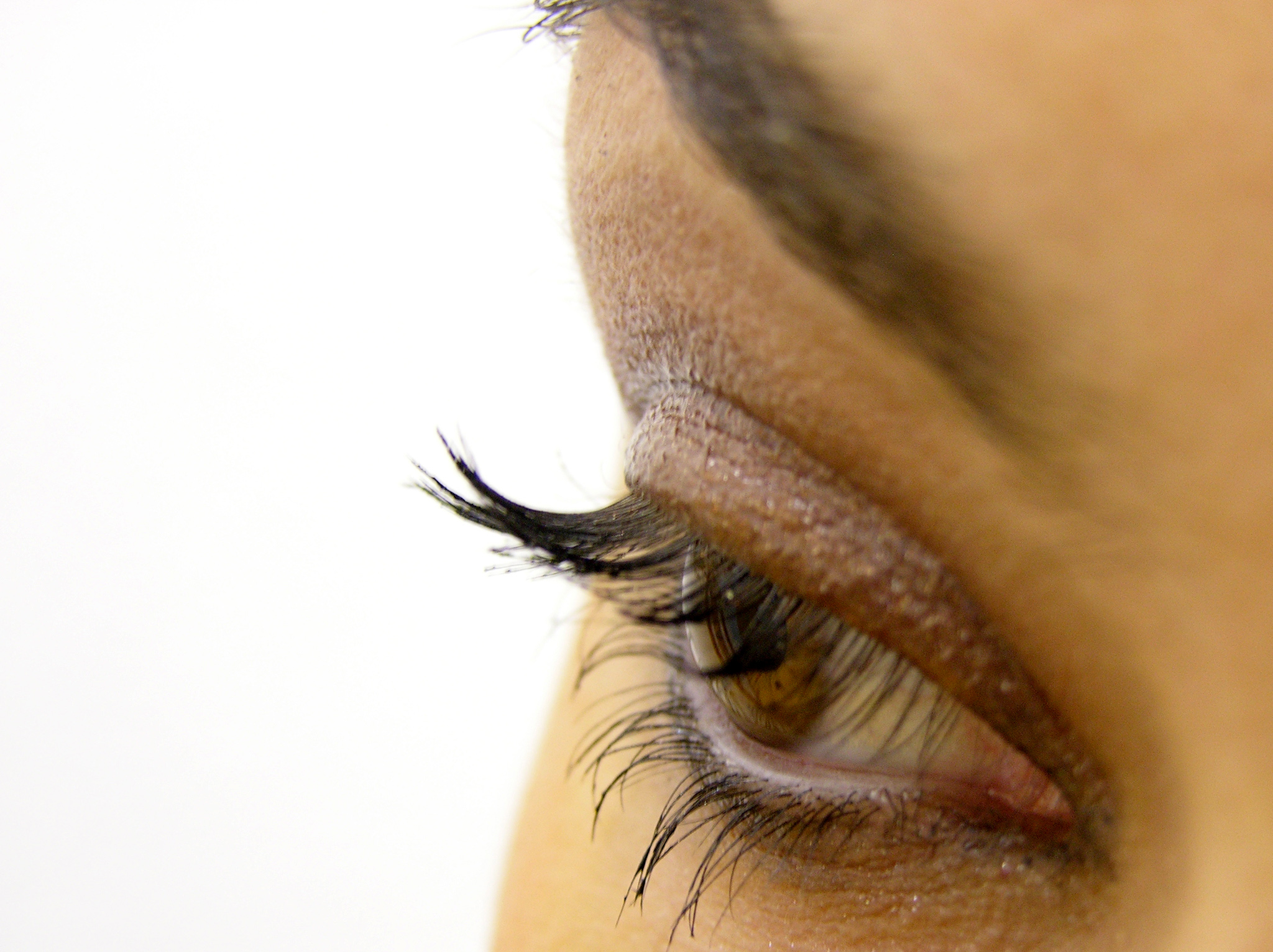
マスカラをした女性

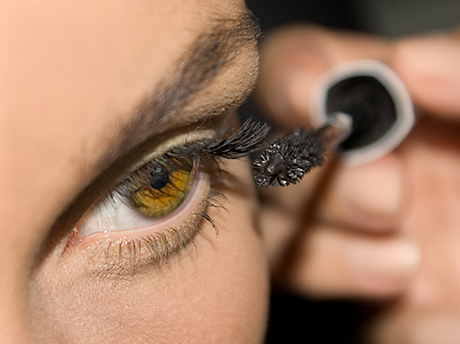
マスカラを塗る女性

マスカラ（mascara）は、化粧品の一種で、睫を濃く、長く、またはカールしているように見せるためのもの。

## 概要
マスカラには液体、固形、クリームの3タイプがあり、色は黒・茶・紺などが主流である。また、色のついていない透明のものもある。成分は顔料と水分、増粘剤、皮膜剤、保存料などからなり、チューブ入りで棒状のアプリケータ（ブラシ）を用いて睫に塗布するのが一般的である。目尻などの塗りにくい箇所には、更に細く小さいアプリケータを使用するタイプもある。睫をカールさせたい時にはビューラーで型をつけてから使用し、また睫同士が付着してしまわないように使用後に「マスカラコーム」と呼ばれる専用の櫛で睫を梳くこともある。
一旦マスカラを塗布するとカールさせた睫が邪魔になり、またマスカラが乾くまでに多少の時間を要するために、瞼付近にファンデーションやアイシャドーを使用するのは困難になる。そのため、マスカラの使用はアイシャドー後が望ましい。
基本的にマスカラは落ちにくいが、雨で濡れたり涙を流した時など、水分が触れると場合によってはマスカラが落ちてしまうことがある。この際、落ちたマスカラが目に入ってしまう可能性もあり注意が必要である。また落ちたマスカラで目元まわりが汚れてしまうこともあるのでこの場合も注意は必要である。

## 歴史
1913年、アメリカのメンフィスにて、当時19歳だった薬剤師のトーマス・L・ウィリアムスが妹メイベルのために考案したものが最初のマスカラとされる。当時、別の女性と恋に落ちていた男性チェットの気持ちを妹の方に振り向かせたいと考えたウィリアムスは、ワセリンゼリーに石炭粉を混ぜ、睫を濃く見せる化粧品を作り上げた。これがマスカラ第1号となる。その後ウィリアムスは、妹の名前メイベルと、原料であるワセリンにちなんで1915年にメイベリン社（現：メイベリン ニューヨーク）を創業した。
1930年、マスカラと共に世界初のアイライナーが発売される。1937年には、牛山清人によるハリウッドグループが日本で初めてのマスカラを発売。価格200円の高級品だった。
1971年、それまで指摘されていた吸着力の弱さを補うウォーターベースマスカラが発売され、爆発的なヒット商品となり、その後もロングセラー商品となる。
2010年、ブラシが毎分7000回動く電動マスカラが発売される。

## 種類
ボリュームタイプ
睫の長さよりも、睫1本1本の濃さ・太さを強調することに秀でたタイプ。
ロングタイプ
睫の濃さ・太さよりも、睫1本1本の長さを強調することに秀でたタイプ。多くは繊維が入っており、その繊維が睫に付着することで睫を長く見せる。
カールタイプ
睫のカールを持続させることに秀でたタイプ。配合されているマスカラの成分やブラシの形状などが、睫をカールさせ上向きにさせる。
ウォータープルーフタイプ
水に濡れてもにじみにくいタイプのマスカラ。親油性の基材を用いているため、皮脂量の多い人が使うとかえってにじみやすくなる場合がある。ボリューム・ロング・カールそれぞれのタイプでウォータープルーフを兼ねているものもある。専用のクレンジングでないと、落ちにくい。
フィルムタイプ
乾くと耐水性フィルムを形成するため水に濡れてもにじみにくいタイプのマスカラ。ボリューム・ロング・カールそれぞれのタイプがあるが、カール性能はウォータープルーフタイプに比べ幾分劣る。専用のクレンジングでなくても充分落ちる。
下地マスカラ
マスカラを塗る前に使用するもの。下地マスカラを使用することにより、ボリューム・長さ・カールなどの持ちがよくなる。色は白もしくは半透明が多い。
保護するタイプ
マスカラを塗った上で落ちにくいように保護をするもの、色は白もしくは半透明が多い。マニキュアと同じくトップコートという名称で売られていることが多い。
落とすタイプ
マスカラのダマを落としたり、輝きを増すタイプ、色は白もしくは半透明が多い。
カラーマスカラ
黒・茶・紺以外の色のマスカラ。赤・青・紫など。
ラメマスカラ
マスカラ液にラメが入っているもの。